# 마고메트가산 아부셰프
마고메트가산 민가주트디노비치 아부셰프(러시아어: Магомет-Гасан Мингажутдинович Абушев, 1959년 11월 10일~)는 소련의 레슬링 선수로 1972년 하계 올림픽 자유형 페더급에서 금메달을 획득했다. 현역 은퇴 후 고향인 다게스탄 공화국 지역에서 공무원으로 일하고 있다.